# Pavel Dias

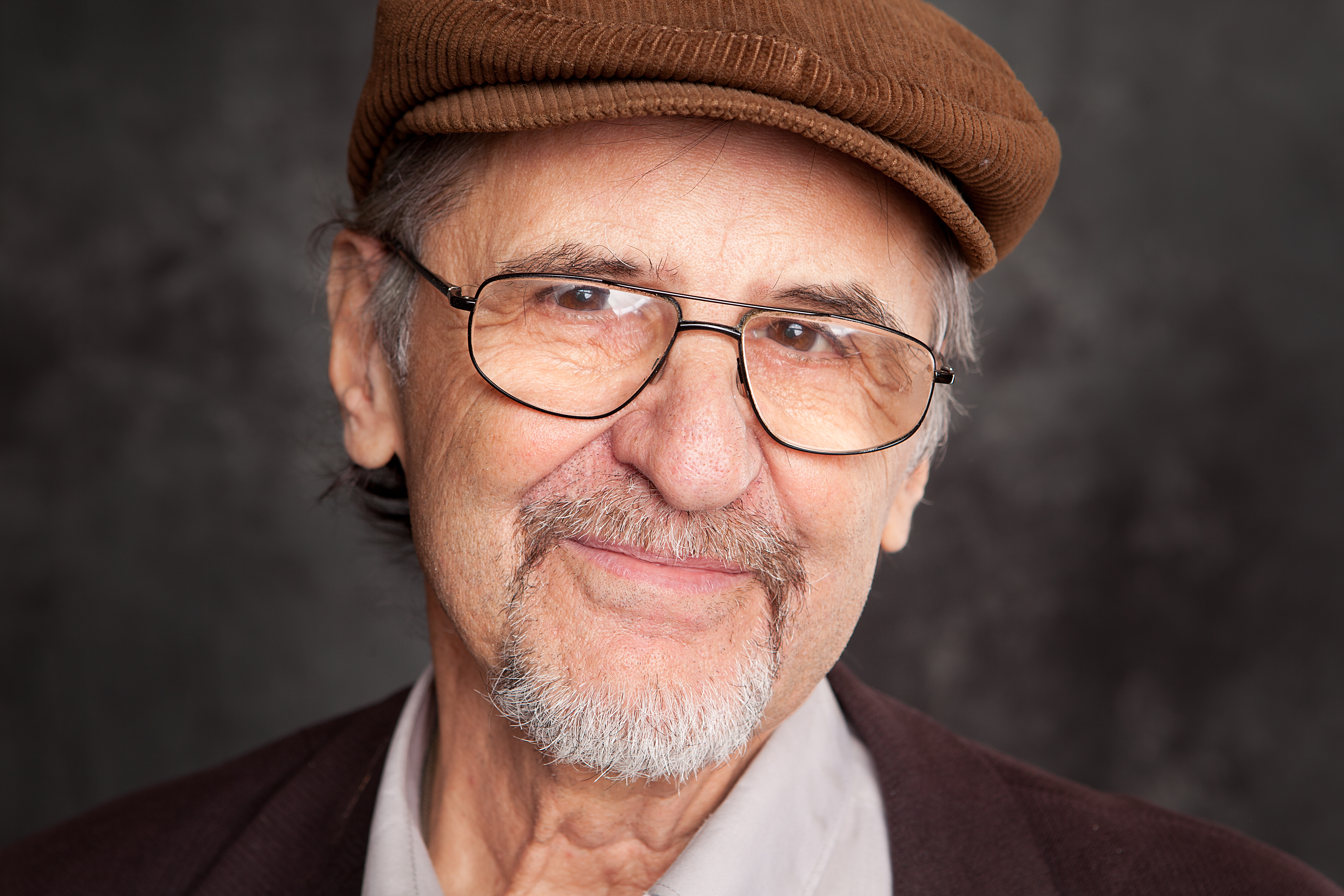
Pavel Dias (2013)

Pavel Dias (9. Dezember 1938 in Brünn – 19. April 2021 in Prag) war ein tschechischer Fotograf und Universitätspädagoge.
Er arbeitete als Dokumentarfotograf und veröffentlichte seine Bilder in verschiedenen Zeitschriften. Er  lehrte Fotografie an den Universitäten in Prag und Zlín.

## Leben und Werk
Er wurde in Brünn geboren. Da sein Vater ihn nicht angenommen hat, wurde er von seiner Mutter Věra aufgezogen. Während seiner Kindheit hielt er sich oft in Brankovice in Südmähren bei seinen Großeltern und Verwandten mütterlicherseits auf, die sich während des Protektorats am antinazistischen Widerstand beteiligten und in einem Konzentrationslager inhaftiert waren. Ihre Mutter führte eine Konditorei in Kremsier, musste aber nach der kommunistischen Machtübernahme 1948 das Geschäft schließen und arbeitete als Verkäuferin in Zlin.
Nach dem Studium an der Mittelschule für Kunst und Design in Brünn besuchte er die Film- und Fernsehfakultät der Akademie der Musischen Künste in Prag (FAMU), die er nach einer kurzen Pause 1964 abschloss. Dort studierte er zwischen 1954 und 1958 Fotografie bei Karel Otto Hruby. Hier lernte er auch seine spätere Ehefrau Hilda Misura-Diasová (1940–2019), eine Fotografin, kennen. Während seines Studiums arbeitete er mit einem Filmstudio in Zlin zusammen und half Karel Zeman bei der Produktion des Films Die Erfindung des Verderbens. Danach studierte er zwei Jahre lang Kamera und Fotografie an der FAMU in Prag und arbeitete anschließend bis 1961 als Fotograf in den Filmstudios Barrandov, kehrte dann aber zum Studium der künstlerischen Fotografie an die FAMU zurück, welches er 1964 als erster Absolvent dieser Fachrichtung überhaupt abschloss.
Seine Fotografien wurden von der Zeitschrift Mladý svět seit ihrer Gründung im Jahr 1959 bis 1977 publiziert. Von 1964 bis 1983 war er als Fotograf für verschiedene Zeitschriften tätig. Er arbeitete hauptsächlich in der Werbefotografie. In den Jahren 1983 bis 1988 arbeitete er an der Mittelschule für Kunst und Handwerk in Brünn als Leiter der Fotografieabteilung. Von 1989 bis 2009 war er Professor an der FAMU in Prag, und von 2005 bis 2018 lehrte er Fotografie an der Tomáš-Baťa-Universität in Zlin.
Pavel Dias arbeitete mit dem Film zusammen, fotografierte Pferde und Pferderennen, Konzentrationslager als Mahnmale für den Holocaust und schuf dokumentarische Zyklen. Er realisierte die Projekte Planet des kleinen Prinzen (Planeta malého prince) und Die Botschaft der kleinen Prinzen (Poselství malých princů) zur Unterstützung hämatologisch erkrankter Kinder. Im Jahr 2008 erhielt er den Preis Persönlichkeit der tschechischen Fotografie für sein langjähriges Engagement vom Verband der Berufsfotografen der Tschechischen Republik.
Pavel Dias starb am 19. April 2021 in Prag und ist im Familiengrab auf dem Friedhof in Brünn-Tuřany begraben.

### Familie
Er war Vater von zwei Söhnen. Der ältere, Pavel (1961–1979), starb jung an Leukämie. Sein Sohn Marek arbeitete als Keramiker in Südböhmen.

## Ausstellungen (Auswahl)
- Pavel Dias: Fotografie (Das Kabinett der Fotografie von Jaromír Funke, Brünn, 1963)
- Das Gesicht des Rennens (Galerie D, Prag, 1979)
- Holocaust-Torso (1979)
- Pavel Dias: Fotografie (Das Kabinett der Fotografie von Jaromír Funke, Brünn, 1981)
- Pavel Dias: Fotografie (Kunstgalerie Göding, 1988)
- Retrospektive von Pavel Dias (1989)
- Reminiszenz an Paris (1989)
- Pavel Dias: Fotografie 1955–1990 (Haus der Kunst der Stadt Brünn, 1990)
- Pavel Dias: Fotografie (Prager Haus der Fotografie, 1994)
- Pavel Dias: Fotografie (Schlesische Landesmuseum, Troppau, 1995)
- Die Rückkehr von Zlin (2001)
- Tiefen des Gedächtnisses (Große Synagoge, Pilsen, 2002)
- Gedenkstätten der jüdischen Kultur in Südostmähren (2003)
- Pavel Dias: Fünfzig Jahre mit Fotografie (Galerie FONS, Pardubitz, 2006)
- Pavel Dias: Fünfzig / Fifty (Langhans Galerie, Prag, 2009)
- Pavel Dias: Fotografie (Galerie 34, Brünn, 2010)
- Pavel Dias: Fotografie (Synagoge auf der Palmovka, Prag, 2021)
- Pavel Dias: Torso – Erinnerungen für die Zukunft (Haus zur Schwarzen Muttergottes, Prag, 13. Oktober 2021 – 28. November 2021)[12]
- Pavel Dias: Fotografie (Rote Kirche, Brünn, 2022)[13]